# Stars (álbum de Janis Ian)
Stars es el sexto álbum de estudio de la cantautora estadounidense Janis Ian. Fue publicado en abril de 1974 a través del sello discográfico Columbia Records. Incluye la versión original de «Jesse», que Roberta Flack versionaría en su álbum Killing Me Softly.

## Diseño y embalaje
La portada muestra un primer plano de Janis Ian con la mano en la barbilla, mirando a la cámara con expresión seria. La fotografía fue tomada por el fotógrafo Peter Cunningham.
Beau Eurell, contribuidor de la revista Cash Box, clasificó la portada de Stars en el puesto #6 en su lista de sus 10 portadas de álbumes favoritas de 1974.

## Recepción de la crítica
Un escritor no especificado de Billboard escribió: “Ian reúne un estilo distinto y un material rico en este, su LP debut para Columbia. El flujo es bueno, al igual que su fase (a menudo acentuada), y los resultados deberían ser saludables”. Un escritor no especificado de Record World describió Stars como “totalmente encantador”. Un escritor no especificado de Cash Box escribió: “El paquete producido por Brooks Arthur destaca la fuerza vocal y la versatilidad de Janis”.

### Clasificaciones
En diciembre de 1974, Beau Eurell de Cash Box clasificó a Stars en el puesto #3 en su lista de sus 10 álbumes favoritos de 1974.

## Lista de canciones
Todas las canciones escritas y compuestas por Janis Ian. 
Lado uno
1. «Stars» – 7:10
2. «The Man You Are in Me» – 2:57
3. «Sweet Sympathy» – 2:40
4. «Page Nine» – 3:11
5. «Thankyous» – 2:36

Lado dos
1. «Dance with Me» – 3:14
2. «Without You» – 2:01
3. «Jesse» – 4:06
4. «You've Got Me on a String» – 3:16
5. «Applause» – 4:00

## Créditos y personal
Créditos adaptados desde las notas de álbum de Stars.
Músicos
- Janis Ian – guitarra acústica en «The Man You Are in Me» y «Without You», guitarra eléctrica en «The Man You Are in Me» y «You've Got Me on a String», piano en «Sweet Sympathy», «Page Nine», «Dance with Me», «You've Got Me on a String» y «Applause», guitarra de doce cuerdas en «Thankyous» y «Without You», guitarra rítmica en «Sweet Sympathy», piano eléctrico en «Sweet Sympathy» y «Dance with Me»
- Richard Davis – bajo eléctrico en «The Man You Are in Me», «Dance with Me» y «Jesse», pizzicato en «Applause»
- Barry Lazarowitz – batería en «The Man You Are in Me», «Dance with Me», «You've Got Me on a String» y «Applause»
- Sal DiTroia – guitarra acústica en «The Man You Are in Me», guitarra rítmica en «Sweet Sympathy»
- Eric Weissberg – guitarra acústica en «The Man You Are in Me», guitarra líder en «Sweet Sympathy»
- George Devens – vibráfono en «The Man You Are in Me», «Page Nine» y «Without You»
- Larry Alexander – pandereta en «The Man You Are in Me», batería en «Sweet Sympathy»
- Don Payne – bajo eléctrico en «Sweet Sympathy», «Page Nine» y «Without You»
- Alan Schwartzberg – batería en «Sweet Sympathy», «Page Nine» y «Without You»
- Ron Frangipane – piano en «Sweet Sympathy»
- George DuVivier – bajo eléctrico en «Thankyous», bajo acústico en «Applause»
- Al Rogers – batería en «Thankyous»
- Hugh McCracken – guitarra eléctrica en «Thankyous»
- John Tropea – guitarra acústica en «Thankyous»
- Ralph Casale – guitarra de doce cuerdas en «Thankyous»
- Jack Jennings – percusión en «Thankyous»
- George Ricci – violonchelo en «Jesse», «You've Got Me on a String» y «Applause»
- Seymour Barab – violonchelo en «Jesse», «You've Got Me on a String» y «Applause»
- Charles McCracken – violonchelo en «Jesse», «You've Got Me on a String» y «Applause»
- Gloria Lanzarone – violonchelo en «Jesse», «You've Got Me on a String» y «Applause»
- Phil Bodner – flauta alto en «Jesse» y «You've Got Me on a String», saxofón alto en «Applause»
- Romeo Pengue – clarinete en «Jesse», flauta en «Jesse» y «You've Got Me on a String», oboe en «Applause»
- V. Martin Fink – silbido en «Jesse»
- Ariana Bronne – violín en «Jesse», «You've Got Me on a String» y «Applause»
- Peter Dimitriades – violín en «Jesse», «You've Got Me on a String» y «Applause»
- Harold Kohon – violín en «Jesse», «You've Got Me on a String» y «Applause»
- Gene Orloff – violín en «Jesse», «You've Got Me on a String» y «Applause»
- Frederick Buldrini – violín en «Jesse», «You've Got Me on a String» y «Applause»
- Marie Hence – violín en «Jesse», «You've Got Me on a String» y «Applause»
- Joe Malin – violín en «Jesse», «You've Got Me on a String» y «Applause»
- Julius Schacter – violín en «Jesse», «You've Got Me on a String» y «Applause»
- Seymour Berman – viola en «Jesse», «You've Got Me on a String» y «Applause»
- Selwart Clarke – viola en «Jesse», «You've Got Me on a String» y «Applause»
- Richard Maximoff – viola en «Jesse», «You've Got Me on a String» y «Applause»
- Alfred Brown – viola en «Jesse», «You've Got Me on a String» y «Applause»
- Selwart Clarke – viola en «Jesse», «You've Got Me on a String» y «Applause»
- David Sackson – viola en «Jesse», «You've Got Me on a String» y «Applause»
- Wally Kane – fagot en «Applause»
- Bhen Lanzarone – celesta en «Applause»
- Leon Cohen – clarinete en «Applause»
- Alan Raph – bombardino barítono en «Applause»
- James Buffington – corno francés en «Applause»
- Joseph DeAngelis – corno francés en «Applause»
- Earl Chapin – corno francés en «Applause»
- Robert Abernathy – corno francés en «Applause»
- Ray Beckenstein – saxofón soprano en «Applause»
- Micky Gravine – trombón tenor en «Applause»
- Billy Watrous – trombón tenor en «Applause»
- Paul Faulise – trombón bajo en «Applause»
- Burt Collins – trompeta en «Applause»
- Alan Rubin – trompeta en «Applause»
- Joe Shepley – trompeta en «Applause»
- Lloyd Michaels – trompeta en «Applause»
- Don Butterfield – tuba en «Applause»

Personal técnico
- Brooks Arthur – productor, ingeniero de audio
- Larry Alexander – ingeniero de audio
- Charlie Dreyer – ingeniero de audio en «Stars»
- Louis Lahav – ingeniero asistente en «Applause»
- Herb Gart – productor ejecutivo
- Peter Cunningham – fotografía

## Posicionamiento
| Gráfica (1974)                            | Pico de posición |
| ----------------------------------------- | ---------------- |
| Australia (Kent Music Report)             | 82               |
| Estados Unidos (Billboard Top LPs & Tape) | 83               |